# تپه دیه کن
تپه دیه کن مربوط به هزاره دوم قبل از میلاد است و در شهرستان بیجار، روستای نو بهار واقع شده. این اثر در تاریخ ۸ مرداد ۱۳۸۱ با شمارهٔ ثبت ۵۹۱۴ به‌عنوان یکی از آثار ملی ایران به ثبت رسیده است.